# Иван Джейков
 Иван Стоянов Джейков е български лекар.

## Биография
Иван Джейков е роден около 1875 година в Цариград. Баща му Стоян Джейков е активен деец за независимост на българската църква.
През 1893 година завършва с осмия випуск Солунската българска мъжка гимназия.
Участва в Първата световна война като запасен санитарен подпоручик, началник на 1-ва полска болница при Единадесета пехотна македонска дивизия. За отличия и заслуги през втория период на войната е награден с орден „Свети Александър“.
След войната е лекар в Орхание. Автор е на медицински трудове.